# Izecksohniella almeidai
Izecksohniella almeidai är en insektsart som beskrevs av Carina Marciela Mews och Mól 2009. Izecksohniella almeidai ingår i släktet Izecksohniella och familjen syrsor. Inga underarter finns listade i Catalogue of Life.